# Rökhandgranat m/56
Rökhandgranat m/56 är en tidshandgranat med 3 sekunders fördröjningstid. Den innehåller vit fosfor och utvecklar hela rökmängden inom ett par sekunder efter brisad. Stänk av brinnande fosfor sprids inom några meter från brisadpunkten, enstaka stänk upp till 35 meter. Brand kan då uppstå i lättantänt material. Rökhandgranat m/56 handhas på samma sätt som spränghandgranat m/56 som har samma typ av säkringsanordningar.

## Rökhandgranatens delar
- Säkringsgrepe med säkringsbygel
- Säkringssprint med ring
- Axel
- Hane
- Slagfjäder
- Fördröjningsnippel
- Sprängpatron